# Kvetoslavov
Kvetoslavov (in ungherese Úszor) è un comune della Slovacchia facente parte del distretto di Dunajská Streda, nella regione di Trnava.